# Huedepohliana superba
Huedepohliana superba là một loài bọ cánh cứng trong họ Cerambycidae.